# Discours de Ramsay

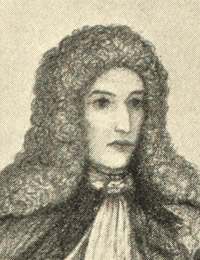
Portrait imaginaire d'André Michel Ramsay.

Le discours de Ramsay est un texte prononcé en décembre 1736 dans une loge maçonnique à Paris, par Andrew Michael Ramsay, plus connu sous le titre de chevalier de Ramsay. Il fait partie des textes fondateurs de la franc-maçonnerie. Il se compose de deux parties et comprend une évocation en forme de programme international, intellectuel et humaniste assignée à la franc-maçonnerie en général et une allégorie symbolique et initiatique tendant à faire de la franc-maçonnerie l'héritière des ordres chevaleresques de l'époque des croisades. Cette nouvelle mythologie a une forte influence sur le développement des hauts grades maçonniques entre 1740 et 1780 et éloigne la franc-maçonnerie française du mythe des seuls bâtisseurs et maçons opératifs proposé par les Constitutions d'Anderson. Ce discours est considéré en 2016 par les historiens et maçonnologues comme un texte fondamental de la tradition maçonnique française. Le chevalier de Ramsay élabore deux versions de son discours, seule la première est prononcée en loge.

## Histoire
Le manuscrit original du discours de Ramsay est retrouvé à la bibliothèque municipale d'Épernay ,. Jusqu'à cette découverte, les historiens n'évoquent qu'une version de ce discours. Le manuscrit retrouvé porte l'inscription en entête du folio : « 1736 Discours de M. le Cher de Ramsay prononcé à la loge de St jean le 26 Xbre ».
Cette date est la veille du jour de l'élection de Charles Radclyffe, 5e comte de Derwenwater, comme « Grand maître des francs-maçons de France ».
Cette première version diffère dans son nombre de mots et dans quelques présentations d'une version de 1737, imprimée à Rouen en 1738 et qui est publiée dans un recueil de textes et d'auteurs divers, intitulé : Lettres à M. de V. avec plusieurs pièces de différents auteurs. Cette version est reprise en 1742 et 1745 aux éditions de La Tierce.
Le chevalier de Ramsay doit prononcer cette seconde version lors d'une tenue de la Grande Loge le 24 mars 1737. Cette allocution ne se fait pas, Ramsay ayant sollicité avant cela l’avis du cardinal de Fleury, Premier ministre de Louis XV. Ce dernier, pour des raisons de politique, s'y oppose. À l'issue de ce refus, il n’est plus fait état d'activité maçonnique du chevalier de Ramsay dans les loges maçonniques parisiennes.

## Plan du discours
Le discours se compose de deux parties et d'une conclusion. La première intitulée, « Des qualités requises pour devenir franc-maçon et des buts que se propose l'ordre » détaille quatre chapitres. La seconde, « Origine et histoire de l'ordre », expose les origines légendaires de la franc-maçonnerie en quatre chapitres également. Il se termine par une conclusion dénommée, « Retour, régénération et avenir de l'ordre ».
Il s'agit du discours de l'orateur s'adressant à des hommes reçus francs-maçons ou en passe de l'être. Dans le texte de 1736, les qualités requises pour être franc-maçon sont « la philanthropie, la discrétion inviolable et le gout des beaux arts », dans la version de 1737, s'ajoute « l'Humanité », la philanthropie est remplacée par la « morale pure ». Dans les deux textes, il y a une explication et une justification des mystères, symboles et signes qu'il rattache aux mystères égyptiens et grecs. L'histoire légendaire de l'ordre commence avec les croisades, qu'il rattache particulièrement aux chevaliers de Saint-Jean de Jérusalem et se poursuit par la diffusion de celui-ci d'abord en Grande-Bretagne puis sur le continent et particulièrement en France.
Les différences entre les deux versions permettent de mettre en lumière les idées que Ramsay souhaite mettre en œuvre dans la franc-maçonnerie naissante en France, dans le contexte historique de l'époque. Le manuscrit de 1736 met l’accent sur le caractère noachite de la maçonnerie, religion à vocation universelle des patriarches et de Noé antérieure à tout dogme et invite de la sorte au dépassement des luttes religieuses entre chrétiens. La maçonnerie ayant vocation à devenir, dans son discours, le centre universel de cette union avec Paris comme capitale. Le texte de 1737 propose également une tâche civilisatrice et intellectuelle en proposant aux maçons de travailler sur un « Dictionnaire universel des arts libéraux » qui rappelle le projet d'encyclopédie qu'a la Royal Society anglaise. Les discours proposent une forme d'historique et de programme plus moral et vertueux que politique qui marquent fortement la maçonnerie française au XVIIIe siècle notamment.

## Influence sur la tradition  française
L'allocution du chevalier de Ramsay connaît une grande postérité, imprimée et reprise de nombreuses fois, comme un texte fondamental qui propose un objet et une mythologie à la franc-maçonnerie française. Il élargit dans son discours le but de celle-ci, en incitant les maçons par l'engagement au travers des symboles et de l’initiation maçonnique à aller au-delà de l'espace de sociabilité et de fraternité créé, et les invite à tendre vers le progrès des connaissances, l'humanisme et l'universalisme. En ce sens, son discours diffère des préceptes des Constitutions d'Anderson et détermine pour les loges françaises une conception empreinte par cette double finalité, initiatique et humaniste qui reste toujours au XXIe siècle notamment pour les obédiences du courant libéral, une de leurs caractéristiques fondamentales.

## Influence sur les hauts grades
La question de la participation du chevalier de Ramsay à la création des hauts grades maçonniques a été largement débattue entre les maçonnologues, qui s'accordent à dire que s'il n'a pas inventé les hauts grades en général, sa  « nouvelle légende » de l'ordre a eu une influence certaine sur les multiples créations de grades de type chevaleresque, qui sont apparus après la diffusion de son discours. Les grades de « Maitre Écossais » et surtout celui de « Chevalier d'Orient », grade ultime qui fut jusqu'au milieu du XVIIIe siècle considéré comme le nec plus ultra de la tradition maçonnique française et qui se poursuivent par la diffusion de ceux-ci dans divers systèmes de hauts grades, s'imprègnent de cette évocation légendaire.